# Chair Car
Chair Car (en français, Voiture Pullman, ou Voiture-salon) est une peinture à l'huile sur toile réalisée l'artiste américain Edward Hopper en 1965, acquise par une famille de New York qui connaissait l'artiste, et conservée dans une collection privée à Washington (district de Columbia) après sa vente chez Christie's  le 11 mai 2005  pour 14 millions de dollars. C'est l'avant-dernière peinture réalisée par Hopper, avant Two Comedians.

## Description
Dans une voiture-salon aux fauteuils tournants, quatre personnages se partagent les huit sièges disponibles (visuellement) séparés par un couloir central avec sa porte de communication au fond du compartiment. Tout le compartiment aux sièges bleus, seule la lumière portée venant du soleil par les baies à droite marque le sol de carrés jaunes. Les fenêtres ne laissent pas entrevoir l'extérieur. Une femme à droite, habillée de sombre, jambes gainées de bas couleur chair, lit ; une femme en rouge, à gauche, un rang plus loin, jette un regard en coin, les deux autres personnages sont orientés vers l'avant de la composition, le sens de circulation vraisemblablement, une femme portant chapeau au chemisier bleu à droite, un homme à gauche.

## Contexte social

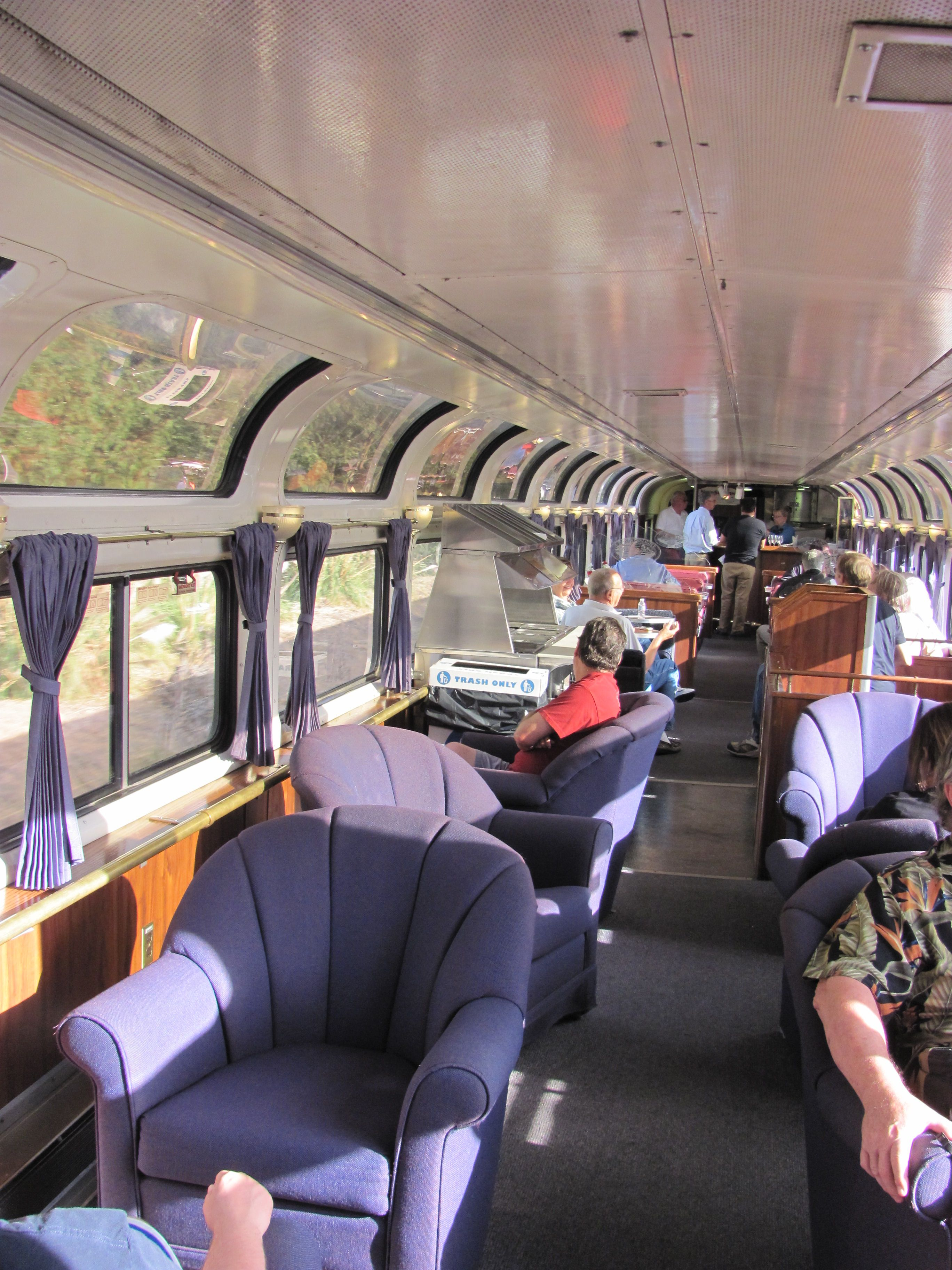
Voiture longue distance à sièges tournants type Coast Starlight actuel.

Ce train de banlieue aux voitures voyageurs type Chair Car pour longue distance est un de ceux qui ramènent chez eux le soir les employés ayant les moyens d'habiter dans la lointaine banlieue nord de New York, longeant de la côte. Le luxe réservé à la classe  affaires s'affirme par le peu de sièges visibles dans le long compartiment, le peu de sièges occupés (4), et surtout les sièges tournants permettant de choisir sa vue indépendamment des autres passagers. 

## Analyse
La solitude, sujet de prédilection de Hopper, s'affirme dans l'isolement visible, car aucun des passagers ne semblent entretenir une conversation, vouloir le faire, distants tous d'un couloir central ou de deux rangs de fauteuils, ni regarder, perdus dans leurs pensées, le paysage. Les humains, comme dans la plupart des œuvres de Hopper, semblent isolés l'un de l'autre, « égocentriques et inconscients de la présence de l'autre ».
Une précédente peinture de Hopper, Compartiment C voiture 293 de 1938, montre au contraire une femme au chapeau, cadrée seule dans un compartiment, plus standard, à la banquette fixe, dans un soleil couchant qu'elle ignore en lisant une revue.